# Alexandre Dumal
Alexandre Dumal, pseudonyme de Charles Maestracci, né en 1949 à Nancy, est un écrivain et acteur français, auteur de roman policier et de littérature d'enfance et de jeunesse.

## Biographie
Mêlé à des gangs de truands, il fait quelques séjours en prison avant d'être incarcéré pour dix ans. Dans sa cellule, pour tromper son ennui, il se lance dans l'écriture.
En 1993, il publie sous le pseudonyme d'Alexandre Dumal Je m'appelle reviens, un roman en forme de bibliographie qui, grâce au soutien de Jean-Patrick Manchette, est réédité dans la Série noire en 1995. Depuis, il a fait paraître plusieurs romans, dont Burundunga ! (1996), En deux temps trois mouvements (2003) et Dans la cendre (2007). Il a aussi signé deux livres de son patronyme, dont Non ! : au commencement le silence des urnes devient assourdissant, un pamphlet anti-électoral et un cri de colère contre l'État et la mainmise des financiers sur les politiciens.
Il s'est essayé au métier d'éditeur avec les éditions L'Insomniaque et à signer quelques ouvrages de littérature d'enfance et de jeunesse.
Charles Maestracci apparaît dans le petit rôle d'un Corse dans le film Un prophète de Jacques Audiard en 2009.
Il fait partie des soutiens de Cesare Battisti.

## Œuvres

### Romans
- Je m'appelle reviens, Paris, Les Archives de l'avenir : Grassatura, 1993 ; réédition, Paris, Gallimard, Série noire no 2376, 1995
- Burundunga !, Paris, Éditions Baleine, coll. Canaille-revolver no 33, 1996
- La Coupe immonde, Paris, Fleuve noir, coll. Alias no 5, 1998
- En deux temps trois mouvements, Paris, Gallimard, Folio policier no 322, 2003
- Dans la cendre, Paris, Éditions Après la lune, Lunes blafardes no 9, 2007

### Littérature d'enfance et de jeunesse
- Un drôle de ouistiti, Éditions de l'inspection académique de la Somme, 1997
- Drôle de jeu, Éditions Vague verte, coll. Croque-secret, 2000
- TNT, Montreuil, L'Insomniaque, coll. De l'huile sur le feu no 1, 2003
- Noir-Suie et les Sept Géants, Aubervilliers, Édition Aubernoir, collection jeunesse, 1998

### Ouvrages signés Charles Maestracci

#### Nouvelle
- L'Ouvreur, Montreuil, L'Insomniaque, 2002

#### Essai
- Non ! : au commencement le silence des urnes devient assourdissant, Montreuil, L'Insomniaque, 2011

## Filmographie
- 2009 : Un prophète de Jacques Audiard : un Corse